# Inconeuria marcapatica
Inconeuria marcapatica är en bäcksländeart som först beskrevs av František Klapálek 1916.  Inconeuria marcapatica ingår i släktet Inconeuria och familjen jättebäcksländor. Inga underarter finns listade i Catalogue of Life.